# Bandera de Michigan
La bandera de l'estat de Michigan consisteix en l'escut d'armes de l'estat sobre un camp blau fosc, segons el que s'estableix per la llei de l'estat de Michigan. La bandera d'ús del governador és un variant d'aquesta, ja que el camp és blanc en comptes de blau.

## Disseny
L'escut de Míchigan que es representa té un escut intern al seu torn de color blau clar, en el qual es veu la sortida del sol sobre un llac i una península, sobre aquesta un home amb una mà en alt i l'altra recolzada en un rifle, que representa la pau i la capacitat de defensar-la. Un ant i un ren representen els animals de Michigan, mentre que l'àguila calba representa als Estats Units.
El disseny inclou tres lemes en llatí. De dalt a baix són:
- El llaç vermell: E Pluribus Unum, "De molts un", un dels lemes oficials dels Estats Units.
- L'escut de color blau clar: Tuebor, "defensaré".
- El llaç blanc: Si quæris peninsulam amœnam circumspice, "tenim una agradable península, mira al voltant" (lema oficial de l'estat).

## Història
La bandera actual, va ser adoptada el 1911, la tercera adoptada per l'estat. La primera bandera oferia un retrat del primer governador de Michigan, Stevens Thomson Mason, d'una banda i l'escut d'armes de l'Estat i "un soldat i una dona" a l'altra banda. La segona bandera, adoptada el 1865, mostrava l'escut d'armes de l'estat d'una banda i els l'escut d'armes dels Estats Units, a altra banda.

## Promesa

Bandera del governador

La promesa de lleialtat a la bandera de l'Estat de Michigan va ser escrita per Harold G. Coburn i va ser adoptada oficialment com a Llei Pública número 165 de 1972.
| « | Prometo lleialtat a la bandera de Michigan, i l'estat que representa, dues belles penínsules unides per un pont d'acer, on la igualtat d'oportunitats i justícia per a tothom és el nostre ideal. | » |

## Qualificació
L'Associació Vexil·lològica Nord-americana, en la seva enquesta de 2001 sobre el disseny de 72 banderes d'estats i Territoris d'entre els EUA i el Canadà va avaluar l'actual bandera de Michigan i li va atorgar la posició 59 d'entre les 72 altres banderes participants, donant-li una puntuació mitjana de només 3,46 sobre un màxim possible de 10 punts.